# Bieżuń
Bieżuń este un oraș în Polonia.

## Personalități născute aici
- Andrei Zamoyski (1717 - 1792), nobil, om de stat.